# Trizocheles
Trizocheles is een geslacht van kreeftachtigen uit de klasse van de Malacostraca (hogere kreeftachtigen).

## Soorten
- Trizocheles albatrossi Forest, 1987
- Trizocheles albipes Komai, 2013
- Trizocheles balssi (Stebbing, 1914)
- Trizocheles boasi Forest, 1987
- Trizocheles brachyops Forest & de Saint Laurent, 1987
- Trizocheles brevicaulis (Boas, 1926)
- Trizocheles caledonicus Forest, 1987
- Trizocheles hoensonae McLaughlin & Lemaitre, 2009
- Trizocheles inermis Komai, 2013
- Trizocheles laurentae Forest, 1987
- Trizocheles longicaulis (Boas, 1926)
- Trizocheles loquax Forest, 1987
- Trizocheles manningi Forest, 1987
- Trizocheles mendanai McLaughlin & Lemaitre, 2009
- Trizocheles moosai Forest, 1987
- Trizocheles mutus Forest, 1987
- Trizocheles parvispina Komai, 2013
- Trizocheles pilgrimi Forest & McLaughlin, 2000
- Trizocheles pulcher Forest, 1987
- Trizocheles sakaii Forest, 1987
- Trizocheles spinidigitus Komai & Chan, 2016
- Trizocheles spinosus (Henderson, 1888)
- Trizocheles vaubanae McLaughlin & Lemaitre, 2008